# Microsternus perforatus
Microsternus perforatus (лат.) — вид жуков из семейства грибовиков, обитающих в Китае, Тайване и Японии.

## Описание
Жуки с удлинённым телом длиной 4,9-7,0 мм. Основная окраска тела чёрная или черновато-коричневая, на надкрыльях имеются две узкие оранжевыми полосы. Третий членик усиков примерно в 1,4 раза длиннее четвёртого, восьмой членик немного шире седьмого, девятый членик трапециевидный, десятый членик поперечный, одиннадцатый членик почти эллиптический. Переднеспинка сужена от основания к вершине, в грубой пунктировке. Срединная область переднегруди, включая её отросток, приподнята. Среднегрудь почти скрыта переднегрудинным отростком, без пунктировки. Заднегрудь и брюшко довольно редко и сильно пунктированы. Надкрылья выпуклые, с восемью рядами отчетливых точек и промежутками с рядом очень тонких точек.